# Хризоидин
Хризоидин (2,4-диаминоазобензол) — органическое соединение, азокраситель с химической формулой C12H12N4, обычно используется в виде гидрохлорида с формулой C12H13ClN4. Чёрные или коричневые кристаллы, растворимые в воде. Применяется в микроскопии для окрашивания бактерий и тканей, а также в аналитической химии как кислотно-основный индикатор.
Синонимы: chrysoidin G, chrysoidin HR, chrysoidin Y, brown salt R, dark brown salt R, C. I. 11270.

## Свойства
Красно-коричневые мелкие кристаллы с зелёным оттенком, становящиеся чёрными и приобретающие металлический блеск, если осажены в крупнокристаллической форме. Молярная масса составляет 248,71 г/моль. Температура плавления 117 °C. Растворим в воде, давая при этом оранжево-красную окраску. Также растворим в спирте, серной и соляной кислотах, растворах гидроксида натрия. Нерастворим в эфире.
Введение сульфамидной группы в позицию 4′, с целью повышения стойкости окраски, приводит к пронтозилу, получившему широкую известность, как антимикробное средство.
Введение метилового заместителя в позицию 5 даёт другой краситель — хризоидин К (2,4-диамино-5-метилазобензол гидрохлорид).

## Получение
Путём азосочетания фенилдиазония с 1,3-фенилендиамином. В виде продажного реактива часто выпускается как в виде соли, так и свободного основания.

## Применение
В крашении применяется для окрашивания в золотисто-жёлтый цвет бумаги и кожи. Для окраски в оранжевый цвет применяют с хлопком по таниновой протраве, а также с натуральным шёлком, хотя краситель обладает плохой светопрочностью, что ограничивает применение для этой цели.
Также в крашении применяется для синтеза красителя прямого пара-коричневого непосредственно на волокне в процессе окрашивания. Для этого проводят азосочетание с 4-нитробензолдиазонием. Полученный прямой пара-коричневый краситель обладает более высокой светостойкостью, чем хризоидин.
Используется в микроскопии для прижизненного окрашивания, также как краситель находит применение при цитологических, гистологических и энтомологических исследованиях. Помимо этого, применяется для окрашивания бактерий по методу Нейссера и в флуоресцентной микроскопии для воспомогательных целей.
В аналитической химии служит как кислотно-основный индикатор с границей перехода от оранжевой к жёлтой при изменении pH в диапазоне от 4,0 до 7,0.
В промышленности используется для получения полиграфических красок.